# 羅曼·佐祖利亞
羅曼·佐祖利亞（烏克蘭語：Роман В'ячеславович Зозуля；1989年11月17日—）是一位烏克蘭足球運動員，在場上的位置是前鋒。他在2011年至2016年效力於烏克蘭足球超級聯賽球隊第聶伯羅彼得羅夫斯克足球俱樂部。他也是烏克蘭國家足球隊的一員。